# Bahamas en los Juegos Olímpicos de Londres 2012
Bahamas estuvo representada en los Juegos Olímpicos de Londres 2012 por un total de 24 deportistas que compitieron en 2 deportes.  
El portador de la bandera en la ceremonia de apertura fue el atleta Chris Brown.

## Medallistas
El equipo olímpico de Bahamas obtuvo las siguientes medallas:
| Nombre                                                    | Deporte   | Competición |
| --------------------------------------------------------- | --------- | ----------- |
| Oro                                                       |           |             |
| Chris Brown Demetrius Pinder Michael Mathieu Ramon Miller | Atletismo | 4 × 400 m M |
| Plata                                                     |           |             |
| —                                                         |           |             |
| Bronce                                                    |           |             |
| —                                                         |           |             |